# Pasztecik szczeciński
 (février 2017).

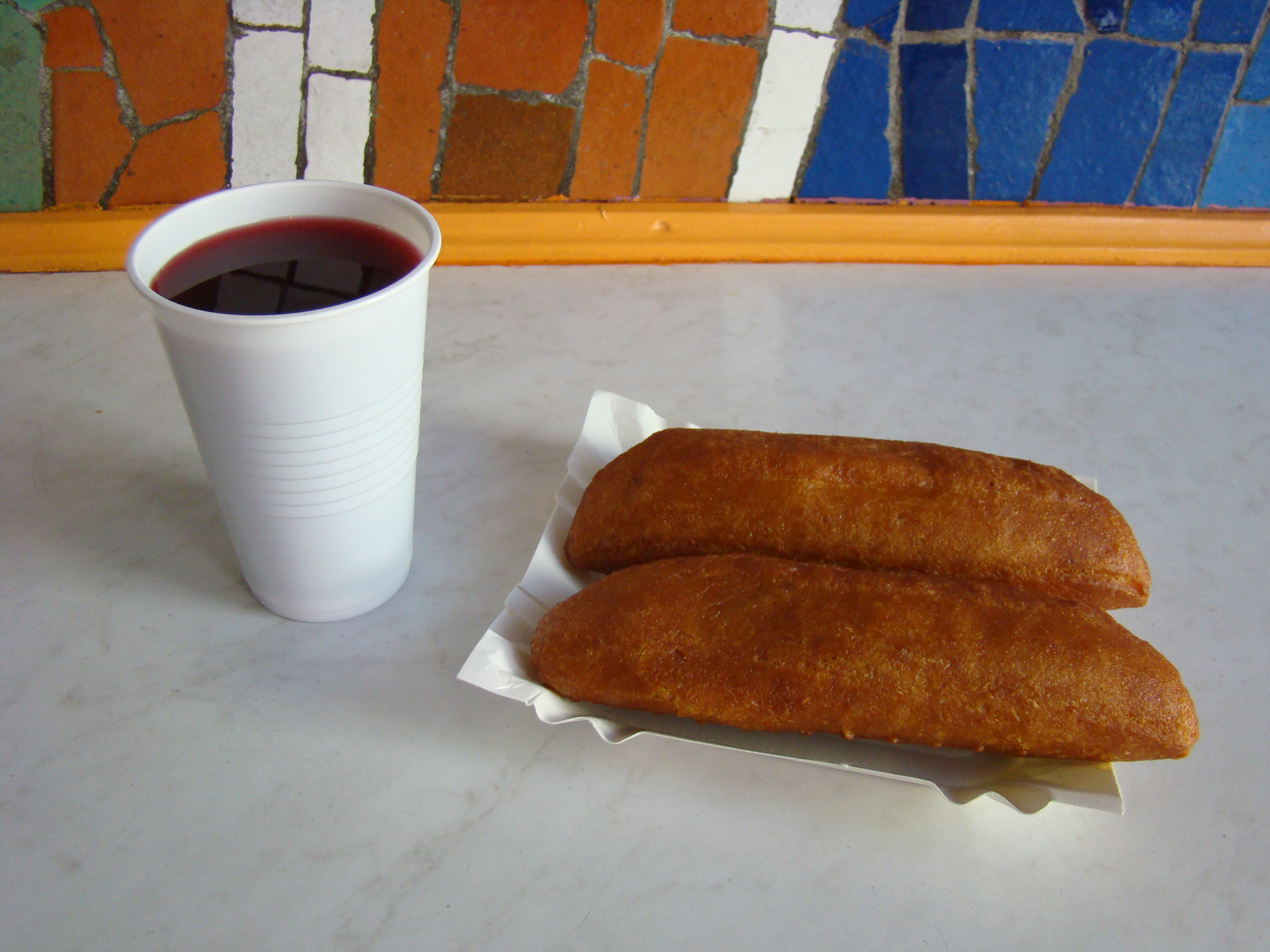
Pasztecik szczeciński accompagnés de bortsch : une tradition de la ville de Szczecin.

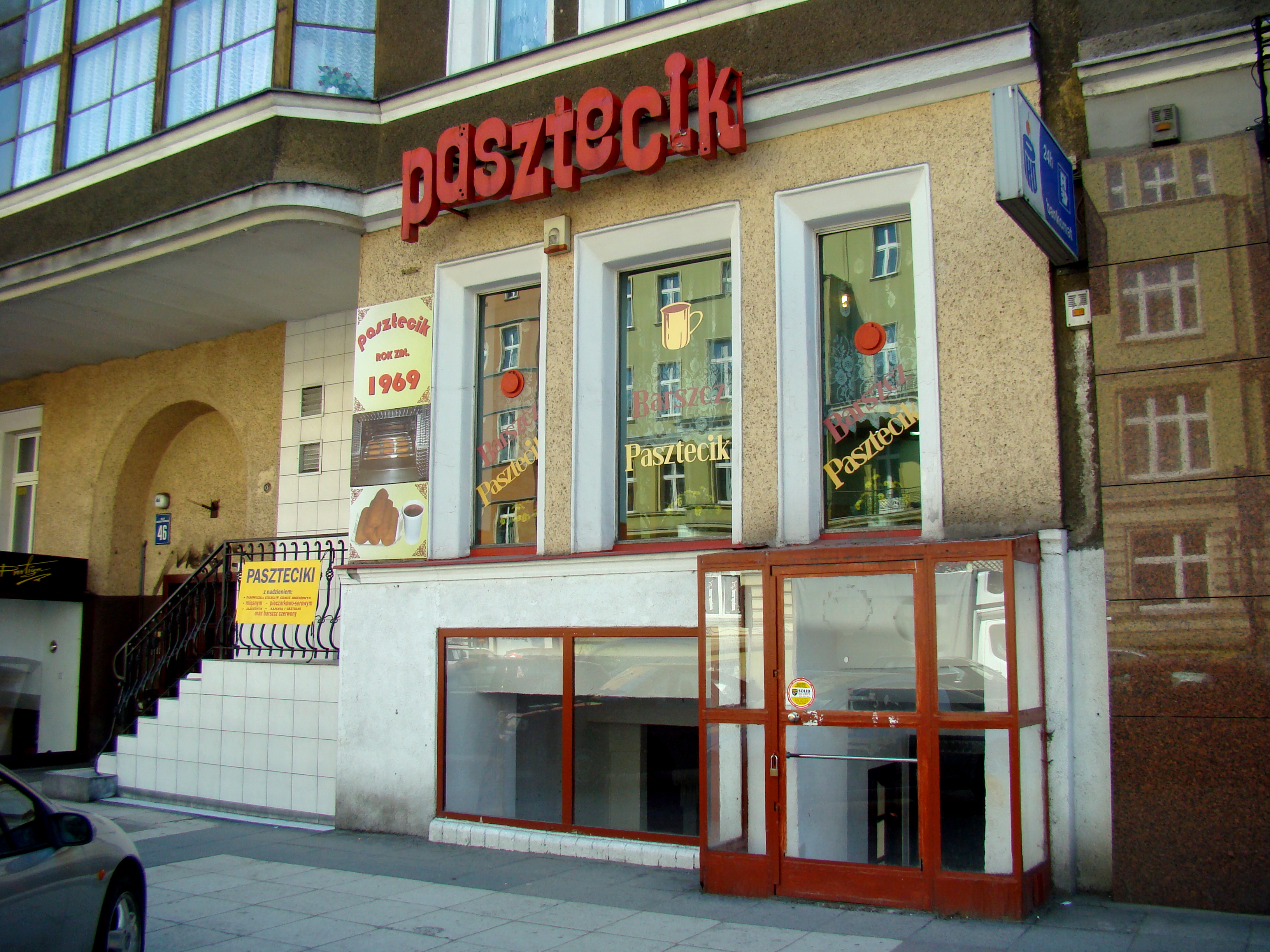
Le plus ancien bar servant des pasztecik szczeciński, Wojska Polskiego 46 allée à Szczecin.

Pasztecik szczeciński ou petit pâté de Stettin est une sorte de beignet (façon friand) : pâte levée (à la levure) farcie d'un appareil composé (selon les variantes) d'un mélange de viande, de champignons, de fromage, d'œufs ou de chou, cuite en friture. Ce plat traditionnel de la cuisine urbaine à Szczecin se déguste chaud, et ne peut être ni congelé ni réchauffé.

## Présentation
La pâte est friable de l'extérieur, mais la texture intérieure reste lisse et douce. Le pasztecik szczeciński est généralement servi avec du bortsch. Il peut être mangé au restaurant (sur place), ramené à la maison, ou en marchant. En ce sens, le pasztecik peut être considéré comme de la restauration rapide. 
La tradition de ce friand remonterait seulement à 1969. La personne qui a proposé le nom de le pasztecik était Bogumiła Polańska, technologue de la nutrition. Le nom pasztecik est un diminutif du mot pasztet - pâté. La deuxième partie du nom est un adjectif dérivé du nom de la ville de Szczecin. 
Le pasztecik szczeciński est sur la liste des produits traditionnels du Ministère de l'agriculture et du développement rural à Varsovie. Depuis 2015, le 20 octobre est célébré comme la « Journée du pasztecik szczeciński » (en polonais : « Dzień pasztecika szczecińskiego »).
Ce friand ne peut pas être confondu avec un pączek, qui sont semblables dans la couleur en raison de la friture. Le pasztecik szczeciński est légèrement salé, par opposition à un beignet à goût sucré. En outre pasztecik n'a ni centre sucré ni garniture.